# Sebatang
Sebatang is een bestuurslaag in het regentschap Aceh Singkil van de provincie Atjeh, Indonesië. Sebatang telt 346 inwoners (volkstelling 2010).